# Espostoa lanianuligera
Espèce
Synonymes
- Espostoa lanianuligera F.Ritter[2]

Espostoa lanianuligera est une espèce de cactus.